# Macrothele taiwanensis
Macrothele taiwanensis is een spinnensoort uit de familie Macrothelidae. De soort komt voor in Taiwan.